# Orthactia albopilosa
Orthactia albopilosa är en tvåvingeart som beskrevs av Lyneborg 1988. Orthactia albopilosa ingår i släktet Orthactia och familjen stilettflugor. Inga underarter finns listade i Catalogue of Life.